# InFamous 2
inFamous 2 — відеогра у жанрі екшн, розробник — Sucker Punch Productions, видавець — Sony Computer Entertainment, український дистриб'ютор — компанія — GameStop. Гра вийшла 7 червня 2011 року, ексклюзивно для гральної консолі PlayStation 3.

## Сюжет
inFamous 2 продовжує оповідь про пригоди звичайного кур'єра Коула Макграта, котрий після нещасного випадку став людиною-акумулятором. У другій частині Коул готується до зустрічі зі страшною істотою, яку називають Звірем, що знищила цілий мегаполіс, Емпайр-Сіті. Щоб знайти спосіб протистояти Звіру, Коул вирушає до міста Нью-Маре, де йому необхідно знайти професора Вульфа — людину, яка можливо знає таємницю надздібностей Коула.

## Ігровий процес
Головний герой гри — кур'єр Коул МакГрат, опинившись в епіцентрі таємничого вибуху, не тільки вижив, а й отримав надзідбність — маніпулювання електричною енергією. Ігровий процес inFamous 2, як і у попередній грі серії, побудований саме на цьому вмінні головного героя — електрика є основною зброєю головного героя.
Гра поєднує в собі елементи шутера від третьої особи, рольової гри та платформера. У лівому верхньому кутку екрана знаходиться шкала енергії та репутації головного героя. Енергія витрачається на всі електроудари, крім самого простого — «блискавки». Репутація змінюється в залежності від дій гравця, та може коливатися від «героя» (позитивна репутація) до «лиходія» (негативна репутація). У правому нижньому кутку екрана розташована мінімапа, на якій відображаються завдання побічних та основних місій. Також, якщо Коул пустить електромагнітний імпульс, на карті відобразяться найближчі джерела електрики, вороги, а також корисні предмети, такі як «Заряджені осколки», що збільшують максимальний рівень енергії героя.
Репутація також впливає і на здібності героя. У «злого» Коула з'являться нові руйнівні здібності, у «доброго» — мінімізується шкода, що випадково наноситься громадянам Нью-Маре, з часом навіть з'явиться здатність лікувати їх. Гравцеві часто доведеться робити вибір — якому угрупуванню допомогти, рятувати мирне населення Нью-Маре, чи навпаки тероризувати його.
У Нью-Маре діють три фракції. Перша, ополченці — найслабша з усіх, але має доступ до військової техніки та різноманітного (в тому числі і тяжкого) озброєння. Друге угрупування — болотні чудовиська, агресивні монстри що тероризують Нью-Маре. Третє угрупування — солдати-мутанти, люди з особливим геном, що наділив їх величезною силою та різноманітними надприродними здібностями.

### Просування в Україні
31 травня 2011 року на сайті журналу Gameplay розпочався конкурс «суперсили кожному», приурочений до запланованого на 8 червня релізу гри inFamous 2. Спільноті було запропоновано присилати фотографії людей (себе або інших) з домальованими за допомогою графічних редакторів суперсил. Переможця конкурсу назвали 8 червня, в день релізу inFamous 2, під час презентації гри в «КіберАрені».
8 червня 2011 року в день релізу, inFamous 2, офіційний український дистриб'ютор, компанія GameStop провела у київському комп'ютерному клубі Київ Кіберспорт Арена презентацію гри. На велетенському екрані були продемоснтровані нововведення ігрового процесу. Після презентаційної частини заходу, пройшло змагання по швидкісному проходженню перших рівнів гри, а також лотерея у якій було розіграно 15 копій гри inFamous 2 серед всіх відвідувачів заходу. Також було підбито підсумки конкурсу «Суперсили кожному!».